# دئوتراتد بنزن
دئوتراتد بنزن (به انگلیسی: Deuterated benzene) با فرمول شیمیایی C62H6 یک ترکیب شیمیایی با شناسه پاب‌کم 71601 است. که جرم مولی آن ۸۴٫۱۴۸۸ گرم بر مول می‌باشد. 